# Édes Anna (regény)
Az Édes Anna Kosztolányi Dezső egyik legismertebb regénye. A mű 1926-ban íródott. A regény cselekményének megértéséhez fontos a történelmi háttér ismerete. A műbeli történések 1919 és 1922, pontosabban a Magyarországi Tanácsköztársaság bukása és a Népszövetségbe való csatlakozásunk közti időszakban zajlanak. Ez a tény, illetve a megírás éve is jelzi: Kosztolányi a bethleni konszolidáció első néhány évébe röpíti az olvasót. A fő cselekményszál a Budapestre, a Vizy családhoz érkező vidéki cselédlány, Édes Anna körül fonódik.

## Az alapötlet
A regény alapjául szolgáló ötlet kipattanásának történetét Kosztolányiné Harmos Ilona részletesen elbeszéli a férjéről írt regényes életrajzában:
Egy téli vasárnap délután a szobája díványán heverésztem, ő pedig az íróasztalnál ült, cigarettázott és dolgozott. »Most mindjárt azt fogja mondani, Manyikám, adj egy kis sötét kávét« – gondoltam magamban, pedig álmos vagyok, semmi kedvem fölkelni, kávét készíteni. Vasárnap délután van, a lány nincs idehaza, mégis nekem kell megcsinálnom azt a kávét, s ki tudja, még hányszor ma délután. Ábrándozni kezdtem. Arra gondoltam, milyen jó volna egy cselédlányra szert tenni, aki sohase megy el vasárnap délután, s ki, mint valami gép, egyéni életének és kívánalmainak legkisebb jele nélkül, mindig, mindent tökéletesen elvégez [...] egyszerre hirtelenül felvillant bennem az a gondolat, hogy ilyen leányt nem mernék a házamban tartani, mert aki ennyire öntudatlan, az éppen öntudatlanságában valami rémült cselekedetre képes. »Te, egy novellatéma jutott eszembe – szóltam. – Egy tökéletes cselédlány, aki végül is meggyilkolja a gazdáit.« »Nagyszerű – mondta rá Dide azon nyomban. – Nagyszerű novellatéma. Mindjárt fel is jegyzem.« [...] Másnap azután mindjárt hozzá is fogott a novella megírásához, s a novella nőtt-nőtt, és valami nagyszerű lett belőle, és amit írt, azt minden nap fölolvasta nekem, és én minden nap jobban ámultam, hogy mi lett az én szegényes elképzelésemből. [...] Úgy bámultam őt, mintha a Teremtőt láttam volna sárból embereket gyúrni és lelkeket lehelni beléjük.

## Előzménye
Hagyomány a Kosztolányiról szóló irodalomban, hogy az Édes Anna kapcsolódását az életmű más szövegeihez nem korlátozza a cselédproblémára, jóllehet ez áll a középpontban. A cselédtéma iránti érdeklődés egész pályáján végigkíséri. 
Az Édes Anna egyik korai előzménye Kosztolányinak a Liliom című Molnár Ferenc-darab 1909-es bemutatójáról írt kritikája, amelyben először bukkan fel a szava nélkül szerető kiscseléd alakja. Még fontosabb előzmény az 1921-ben megjelent Egy pohár víz című karcolat, amely a cselédekről folyó vitát előlegezi az Édes Anna nevezetes uzsonnajelenetében. Egy látszólag jelentéktelen helyzet nyújt alkalmat Kosztolányi számára, hogy kifejtse a szociális kiszolgáltatottság iránt érzett iszonyát és lelkifurdalását.

## Szereplők
- Vizy Kornél: Hivatalnok a Tanácsköztársaság idején. Az Attila utca 238-as szám alatti lakóház tulajdonosa. Az újonnan kialakult politikai rendszerben minisztériumi helyettes államtitkárnak nevezik ki. Életét, cselekedeteit (feleségéhez hasonlóan) a társadalmi rang, az úrhatnámság, a karriervágy irányítja, a politikán kívül semmi sem érdekli. Házassága feleségével rideg, hideg, érzelemmentes. Sem testi, sem lelki kapcsolat nem fűzi őket egymáshoz. Feleségét udvariasan és finoman, de folytonosan csalja.
- Vizy Angéla: Kornél felesége. Gyermeke, Piroska elvesztését követően idegösszeomlást kapott, évekig szanatóriumban élt. Férjével való házassága üres, érzelmetlen. A folytonosan rosszkedvű, monomániás, a társaságtól és az emberektől teljesen elidegenedett asszony a cselédekkel való foglalkozásba menekül. Életének az ideális cseléd megtalálásán kívül nincs értelme.
- Ficsor: Vizyék házmestere. Feleségével a ház földszinti lakásában élnek. A Tanácsköztársaság idején a vörösökkel szimpatizál, ezt több ponton érezteti Vizyékkel is. Miután megbukik a Tanácsköztársaság és kezdetét veszi a fehérterror, látva és félve a kínzásoktól és bebörtönzésektől beajánlja Vizyéknél rokonát: Annát. Cselekedeteit a megtorlásoktól való félelem irányítja. Képmutató, köpönyegforgató ember.
- Édes Anna: Balatonfőkajárról Budapestre került cseléd. Először Wild raktárnoknál, majd a Bartos családnál szolgál, ezt követően Ficsornak köszönhetően Vizyékhez kerül. Ösztönlény, érzelmeivel nincs tisztában, nehezen kommunikál, meglehetősen alul kvalifikált.
- Patikárius János: Vizy Angéla unokaöccse. Bohó, korhely, életvidám fiatalember. Álma, hogy Hollywoodban filmszínész lehessen. Érdeklődését csak felszínes dolgok kötik le. A felesleges ember irodalmi figuráját testesíti meg.
- Druma Szilárd: Fiatal ügyvéd. Feleségével és csecsemő lányukkal Vizyék házának második emeletén élnek. Politikai nézeteit anti-bolsevizmus jellemzi, Anna gyilkosságában is a bolsevizmus utolsó kilengését látja.
- Moviszter Miklós: Vizy háziorvosa, feleségével a második emelet egyik lakásában élnek. Ő Kosztolányi véleményének szócsöve. Ő az egyetlen, aki valósan értelmezi Anna cselekedetét és megérti a lány helyzetét. A humanizmus és a normalitás szellemi megtestesítője.
- Etel: Moviszterék cselédje. Talpraesett, tapasztalt cseléd. Vizyné szerint már ő tartja cselédként  Moviszteréket.
- Stefi: Drumáéknál szolgáló fiatal cseléd. Etelhez képest finomabb, kényesebb személy.
- Katica: Vizyék korábbi cselédje. Lusta, szeret sokáig kijárni.

## Történelmi háttér
Az Édes Anna egyik legfeltűnőbb vonása, hogy cselekménye történelmi közelmúltban játszódik. Maga Vizy Kornél hangsúlyozza, hogy milyen nevezetes „történelmi nap” 1919. július 31., a kommün bukásának tényleges időpontja, amikor a regénytörténés indul.
Kun Béla repülőgépen menekült az országból.
Délután - úgy öt óra felé - a Hungária-szállóban székelő szovjet-ház körül fölrebbent egy repülőgép, átrepült a Dunán, a Várhegyen s merész kanyarodással a Vérmező felé tartott.
A gépet maga a népbiztos vezette.
Alacsonyan szállt, alig húsz méter magasságban, úgyhogy arcát is látni lehetett.
Sápadt volt, borotválatlan, mint rendesen. Vigyorgott az alant álló polgárokra s vásott kajánsággal, csúfondárosan még búcsút is intett egyeseknek.
Zserbókat vitt, melyekkel teletömte puffadozó zsebeit, aztán ékszereket, grófnék, bárónék, kegyes, jótékony hölgyek drágaköveit, templomi kelyheket, sok más egyéb kincseket.
Karjairól vastag aranyláncok lógtak.
Egyik ilyen aranylánc, mikor az aeroplán magasba lendült s eltűnt az ég messzeségében, le is pottyant a Vérmező kellős közepére és ott egy öreges úr, régi krisztinai polgár, adóhivatalnok a Várban, a Szentháromság-téren, valami Patz nevezetű - Patz Károly-József - meg is találta.
Legalább a Krisztinában ezt beszélték.
Augusztus 4-én foglalták el a román csapatok Budapestet, november 16-án vonult be a nemzeti hadsereg élén a fővezér, Horthy Miklós. Augusztus 14-én lépi át Édes Anna Vizyék lakásának küszöbét. Az emlékezetes uzsonna valamikor szeptember elején, Patikárius János érkezése pedig szeptember második felében történik. Az egri szüret négy napja és Jancsi úrfi elköltözése októberre esik. Az 1919-es évet az Attila utca 238. számú ház lakóinak bensőséges karácsonya zárja. Nem sokkal később, Háromkirályok napján (azaz január 6-án) derül ki Vizyné számára, hogy Annának komoly udvarlója akadt. Február elején felmond, rövidre utána tör ki asszonya hisztérikus rohama, amely kikényszeríti a felmondás visszavonását. Patikárius János február 16-án látja vendégül barátait egykori törzshelyén. (Ugyanezen a napon gyűlt össze az első nemzetgyűlés.) Húsvét napján közlik az újságok Vizy Kornél helyettes államtitkári kinevezését. Május 28-án tartják meg Vizyéknél a végzetesnek bizonyuló estélyt. (Pontosan egy héttel később írták alá a trianoni békediktátumot.) Csak november közepén kerül sor Édes Anna perének tárgyalására. 1921 januárjában szállítják el Márianosztrára, a női fegyházba. Az utolsó fejezet 1922 őszét nevezi meg a beszámoló időpontjául. Az egyetlen jelentős politikai esemény, amit megemlít, Csonka-Magyarország Népszövetségbe való felvétele 1922. szeptember 18-án.
Túlságosan pontos az időrend ahhoz, hogy ne feltételezzünk mögötte gondos tervezést. Maga Kosztolányi később azt írta az Édes Annáról, hogy ebben a művében fejtette ki leginkább politikai meggyőződését, s a berendezkedő ellenforradalom kritikus rajza valójában segített visszaszerezni Kosztolányi hitelét a sértett baloldal előtt.

## A regény kézirata
A regényt először a Nyugat 19. évfolyama közölte, folytatásokban, 1926. július 1-től november 16-ig (13-22. szám). Édes Anna regény.
Az Édes Anna kézirata töredékesen maradt fenn. A Magyar Tudományos Akadémia Könyvtára Kézirattárában található az Ms 4614/32-44. jelzett alatt. Kosztolányi Ádámtól került az MTAK Kézirattárába. A regény húsz fejezetéből az első 15 egészben vagy részben fennmaradt. A mottó, az első, a nyolcadik és a tizenegyedik szövege hiánytalanul megvan. A másodikból, a harmadikból, a hetedikből és a tizenötödikből egy-egy rövid részlet hiányzik. A negyedik, az ötödik, a hatodik, a kilencedik és a tizedik fejezetből egy-két kéziratlap elveszett, de nagy részük megvan. A tizenkettedik, a tizenharmadik és a tizennegyedik csupán töredékesen maradt fenn. Az utolsó öt fejezet teljesen hiányzik.

## Cselekménye
|  | Alább a cselekmény részletei következnek! |

### Mottó
A regény mottója a Circumdederunt Me kezdetű ima a Rituale Romanum című 1614-ben megjelent imakönyvből.

### I. fejezet – Kun Béla elrepül
1919. július 31-én Kun Béla elrepült Magyarországról, arisztokraták elkobozott kincseivel együtt. Egy ilyen aranylánc a repülőből leesett a Vérmezőre, és ezt egy Patz Károly József nevű személy meg is találta.

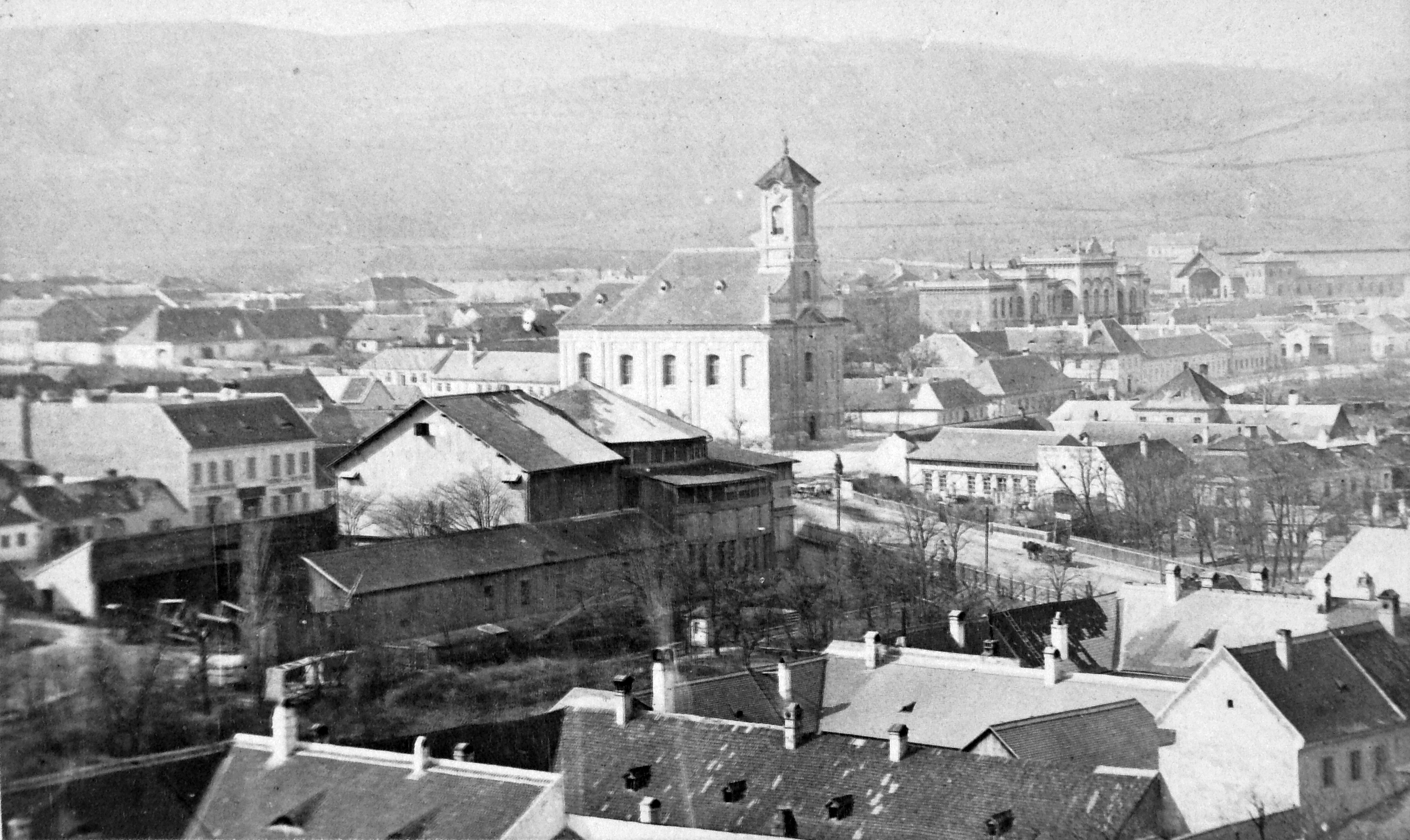
A regény fő helyszíne: a Krisztinaváros

### II. fejezet – A méltóságos úr, az elvtárs és a méltóságos asszony
A Vizy családnál vagyunk, ahol Katica – a szolgáló éppen kimenőre készül. Vizy a Vörös Újság utolsó számát tartotta a kezében, melyben a cím: „Veszélyben a proletárhaza“ volt. Vizy lement az utcára, a proletárok vezető nélkül maradva bizonytalanok voltak. A hegy felől még hallatszott a Föl, föl ti rabjai… kezdetű dal. Katica még a kimenője előtt elrakodott, becsukta az ablakokat, majd Vizy hozzálépett és megsúgta, hogy megbuktak a vörösök, de ez Katicát nem érdekelte különösebben. Ekkor kopogtak. Vizy ment ajtót nyitni. Ficsor elvtárs volt, a házmester, aki Vizyt újra méltóságos úrnak és miniszteri tanácsosnak szólította, Vizy viszont még elvtársnak szólította. Ficsor is elmondta, hogy „megbuktak a zsiványok, már szedik a sátorfájukat, kitűzték a nemzeti színű zászlót a várra”, majd rátért a cselédhívó csengettyűre, ami már régen nem működött Vizyéknél, ezt jött most negyedéves késéssel megjavítani. Katica ünneplőben vitte Ficsornak a létrát, és az megjavította a telepet. Ekkor jött haza Vizyné. Ő úgy hallotta, hogy románok szállják meg Pestet. Vizy szerint ez képtelenség, a nagyhatalmak ezt nem hagynák. Vizyné nem fogadta Ficsor köszönését, hanem Vizyt kérdezte, hogy minek van itt. Mikor megtudta, elszörnyedt: az ilyen mocskos bolsevikot ki kellene rúgni. Már ment is volna megmondani Ficsornak, hogy tudtára adja: nem tartanak igényt a szolgálataira, amikor megszólalt a villanycsengettyű; Ficsor befejezte a munkát, és rögtön felajánlott egy cselédlányt a méltóságos úréknak, aminek Vizyné nagyon megörült és rögtön behívta, hogy megbeszélje vele ezt. Hosszas kérdezősködés után Ficsor elment.

### III. fejezet – Fanyar vacsora
Vizy próbálgatta az új csengőt, aminek nagyon örült. Vacsorára öt deka vajat és kukoricakenyeret evett. Felesége, Angéla már évek óta beteg volt, részint idegbeteg, lánya, Piroska halála miatt (aki 6 évesen halt meg fertőző vörhenyben 6 óra alatt), részint gyomorbeteg (ami a kommün alatt újult ki). Mindig három sötétzöld labdacsot szedett. Vacsora közben elmesélte, mit hallott délután. Vizy határtalanul gyűlölte a bolsevikokat, mert elvették tőle a házát, az állását, mindenfélével megvádolták. Egyszer feleségét asztalkendő-kirázás miatt letartóztatták, mondván, hogy jeleket ad a fehéreknek. Házának első emeletén éltek ők (4 szoba), a második emeleten háziorvosa, Moviszter Miklós, valamint Druma Szilárd (egy snájdig fiatal ügyvéd) és felesége lakott. Vizy visszaemlékszik a vörös terrorra, amikor meggyalázták az Oltáriszentséget, és hogy a Krisztina téren tiltakoztak az emberek, amire a vörösök a tömegbe lőttek, majd a hős ludovikásokat ellenforradalmároknak nevezték („süvölvények“). Ezután Vizyné panaszkodott Katicára, aki nagyobb úrnak képzeli magát, mint ők. Most is elment egy Hack Lajos nevű matrózzal, és minden házimunkát a méltóságos asszonynak kellett elvégeznie. Ezután felsorolja a régi cselédeket, az egyik lopott, a másik lusta volt, a harmadik zabált, a negyedik bujálkodott stb. Vizynének kapóra jött Ficsor ajánlata, az új lány egyelőre Bartoséknál szolgál (a családfő pénzügyőr). Az asszony állandóan a cselédekről beszélt, azonban Vizyt ez nem érdekelte, így az asszonyra hagyta.

### IV. fejezet – Különböző izgalmak

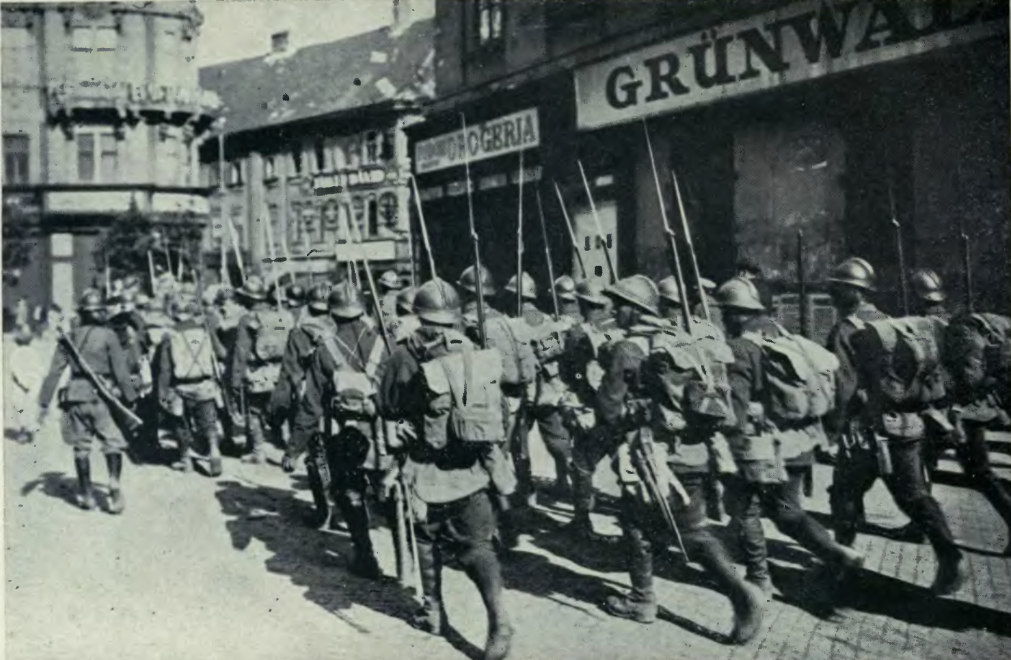
Román katonák Budapesten

Másnap reggel felkeltek, és Katica tényleg nem volt otthon. Csak 10 óra körül tért haza, a Trieszti nőben mulatott. Angéla olyan mérges volt, hogy közölte, felmond. Ekkor azonban Katica nem feleselt vissza, hanem kivette Angéla kezéből a seprűt (aki azért söprögetett, hogy enyhítse haragját), és elkezdett söpörni. Angéla csak ekkor ijedt meg: ki lesz, aki elvégzi a házimunkát. Leszaladt gyorsan Ficsorhoz, aki épp a vörös zászlót szedte le, és kérte, hogy jöjjön fel. Ficsor „öreg marxista“ volt, régóta fizette a pártpénzt, de Vizyék akkor haragudtak meg rá, amikor Angélának nem segített, mikor ő a Várban raboskodott. Miután beléptek, kérdezgette Ficsort a lányról, azt ígérte, hogy másnap jön, de másnap (augusztus 2-án) megszállták a fővárost a románok. Ezt sem a magyarok, sem a románok nem hitték el. Elkezdődtek a tisztogatások; kidobálták a kommunistákat a hivatalokból. Megkezdődött a fosztogatás, de szerencsére a románok eleinte csak értéktelenebb, csillogó tárgyakat raboltak el. Drumáék cselédje, Stefi (aki előtte grófoknál szolgált a Várban) szintén gyakran hangoztatta, hogy minden szocit fel kellene kötni. A vörös uralom végének a ház lakói örültek. Vizyné megtudta, hogy az új cselédlány balatonfőkajári, ami szép emlékeket élesztett benne (itt nyaralt a kislányával), római katolikus, és Anna a neve. Anna azonban nem látogatott el Vizyékhez, mivel Bandikára és Pistikére vigyázott Bartoséknál, de Angéla sürgette Ficsort. Katica már kapott állást, elszegődött egy drogistához, és Vizyné arra gondolt, hogy talán megtartja. De megpróbált keresni cselédet, körbejárta az egész Krisztinavárost, a rendőrséget, cselédszerzőket, de senkit sem talált.

### V. fejezet – Minisztérium és misztérium
Végül titokban felkeresi Drumát, akivel levelet írat, hogy Bartos azonnal bocsássa el – a törvény értelmében – Annát. Férjével még azt sem tudatta, hogy felmondott Katicának. Ura eközben egyre otthonosabban érezte magát a minisztériumban. Gyakrabban járt el, mint hajdan, hiszen feleségével, annak szanatóriumi kezelése óta, megromlott a viszonya. Sokat csalta Angélát. Ekkor azonban már barátaival találkozgatott a minisztériumból, akikkel elpanaszolták egymásnak, milyen nyomorúságosan éltek a kommün alatt. Ellenben becsületét mindig megőrizte, soha nem sikkasztott, nem lopott; hitte, hogy a minisztérium a közjónak van. Otthon egyszer a házmester jelenlétében megkérdezte feleségét, hogy mi van az új cseléddel, s nagyon határozottan ráijesztett Ficsorra, hogyha Annának felmondtak, akkor jöjjön, mert különben rendőrökkel hozatja ide. Ettől Ficsor megijedt, és meggyorsította az ügyet. Katica Lajosát elkapta a rendőrség mint régi betörőt. A románok megtelepedtek a Krisztinavárosban is, és a Vérmezőn gyakorlatoztak. Katicába beleszeretett egy húszéves moldvai román, aki („ilyen szép nőt még nem látott”) megígérte, hogy feleségül veszi, csak jöjjön vele Romániába. Végül a méltóságos asszony eldöntötte, hogy elmegy az Árok utcába meglesni Annát Bartoséknál. Amikor leskelődött a lakás előtt, látta, hogy egy asszony kiszaladt a két gyermek után (Bandi és Pisti), és tetszett neki, ahogy a gyerekekkel bánik, az asszony erős alkatú volt és sötét hajú. Bartos meglátta Vizynét, és el is csodálkozott, hogy mit keres ilyen környéken egy úrihölgy, aki nem merte megszólítani. Vizyné otthon elmondta Ficsornak, hogy látta Annát. Már a cselédek is kezdtek róla beszélni a házban.

### VI. fejezet – Anna
Augusztus 14-én Anna végre megérkezett, Ficsorék találtak helyébe mást. Az asszonyság Katica után sok mindent hagyott rendberakatlanul, és várta az új, „tökéletes“ cselédet. Nézte Annát – Édes Annát és meglepett volt, hogy nem ez nem az a nő, akit annak hitt; egy szőke, kék szemű lány, aki félénk volt, megcsókolta a méltóságos asszony kezét. De már rögtön belépéskor megrémült a kámforszagtól, ami az egész lakást elárasztotta, pedig csak a zongorakalapácsok filcét volt hivatott a molyoktól megvédeni. Anna 19 éves volt, az úrnő megnézte iratait, amiben jó bejegyzések voltak. 1916-ban került Budapestre és Wildéknél, majd Bartoséknál szolgált, de Wildné beírta, hogy „munkájában nem mindig megbízható“ és „még nem eléggé ügyes“. Minden kérdésre a nagybátyja, Ficsor válaszolt, de egyre nem hagyta Vizyné: van-e kedve ehhez a helyhez? Anna először csak a vállán rándított, de azután azt mondta, hogy „van“, hisz mindegy volt neki, mindenhol csak dolgoznia kellett. Míg Ficsor elment felhozni a csomagját, addig családjáról kérdezgette. Kiderült, hogy nincs a városban ismerőse, csak azok, akiknél szolgált. Angéla átvizsgálta a csomagját, de nem talált semmi gyanúsat, hogy lopott volna valamit. Katica ekkor nyitott be, az asszony gyorsan félrevonta, és elbocsátotta. Vizyné ezután visszatért és végigvezette Annát a lakáson, megmutatta a szobákat, s az ő hajlékát is a konyhában.

### VII. fejezet – Új seprő jól seper?
Anna elmondta az esti imát, és lefeküdt. Még ezután kb. kétszer nyitott be a méltóságos asszony, majd minden helyiséget bezárt. Férje kérdezte is, hogy fél-e. Vizyné válaszolt: „Nem. De mégis. Az első éjszaka.“ Reggel, amikor felkeltek, már ki volt szellőztetve, megterítve. A reggelinél Vizyné azt mondta, hogy derék lánynak látszik, de hiszen ő minden cselédre ezt mondta – rossz emberismerő volt. Anna az első napokon nem evett, és egyre rosszabbul érezte magát az Attila utca 238-as házban, pedig nem volt csúnya bérpalota. Egyszer felment Moviszterékhez tojásért, ekkor tudta meg, hogy a szép zongoraszó, amit hallani szokott, Moviszternétől származik. Megismerkedett a cselédekkel is. Etel rettegésben tartotta a gazdáit; amíg délután aludt, nem volt szabad őt megzavarni. Drumáék cselédje, Stefi pedig előkelőbbnek tartotta magát gazdáinál (hiszen ő azelőtt egy grófnál szolgált), s még ő tanítgatta nekik az úri szokásokat. Annát sokat oktatta a méltóságos asszony. Egyszer eltörte Piroska egykori tükrét, amiért az asszony nagyon kiborult. Anna úgy megijedt, hogy haza is akart menni, de Ficsor megfenyegette mostohájával, és ezután soha nem panaszkodott.

### VIII. fejezet – A Tünemény
Végül megszokta. Jött a háromnapos nagytakarítás. A nagymosással kezdődött, majd a lakás átrendezése – ekkor sorra kerültek elő a rég elveszettnek hitt dolgok. Angéla ugyanis betegesen gyűjtötte a régi kacatokat, teljesen elvesztette értékítélő-képességét, amit akkor sokan elvesztettek (az osztrák hadseregben egy emberéletet 36 aranykoronára becsültek – kevesebbre, mint egy lovat). Kiásatta az udvarról a beolvasztás elől megmentett rézmozsarat, áttolta a szekrényeket, Anna megtisztította az ablakokat, rakodott, felsikálta és kifényesítette a padlót, port törölt, aminek Vizyné nagyon örült, bár nem mutatta, mert nem szabad egy cselédet megdicsérni, még utóbb elbízza magát. Miután kész volt, Vizy is megnézte, és elnyerte tetszését. A falon az ősök portréi függtek. A rokonaik többsége már rég nem élt. Angéla rokonai (Terézia tanti, Patikárius Camillo püspök), akik Egerben éltek egykor. Kornélnak egyetlen testvére, egy elvált, koldusbotra jutott asszony, Vizy Etelka volt, akit sohasem fogadott, már az utcán sem köszönt neki. Anna lassan elkezdett enni is. Vizy még nem merte agyondicsérni az új cselédet, de tetszett neki a lakás. Vizyné még próbálkozott, hogy lop-e Anna, de hiába ejtett el aranygyűrűt, hagyott elöl kisebb-nagyobb címletű pénzt, Anna szüntelenül visszaadta. Ezután már Vizyné el mert menni otthonról, megbízott a lányban. Elment a budai gyógykúthoz, a spiritiszta gyűlésekre, ahol folyton Piroskával beszélgetett. Végül is megegyezett Kornéllal, hogy kifogták az igazi jó cselédet.

### IX. fejezet – Vita a piskótáról, az irgalomról és az egyenlőségről
A korona értéke napról napra tovább zuhant, de a politikai helyzet stabilizálódott. Kivirágzott ismét a lovagiasság, a jegykezelők nem mertek olyan fölényesen beszélni a gazdagabbakkal. De Viatorisz (bolttulajdonos) viselkedése mutatta legjobban a változást, aki elkezdett mindenkit újra illedelmesen köszönteni. Vizyéknél az első társasági összejövetelt tartották. Meghívták Tatár Gáborékat, Moviszteréket, Drumáékat is. Beszélgettek az akkori helyzetről, élelemről és téma hiányában a cselédekről. Annának a hírét már többen hallották. Kicsit gúnyolódtak rajta, amikor kijött, nevetgéltek, Vizyné pedig büszkélkedett vele, hogy milyen szorgos és milyen rendes. Ezek a beszélgetések csak Moviszter doktor urat nem érdekelték, mert ő se kommunista, se burzsuj nem volt, hitt az emberek egyenlőségében, és megpróbált konszenzust teremteni a korral, de soha nem nézett le senkit azért, mert szolga. Tatárné elmesélte múltkori históriáját, amikor Gallovszky Ervin Bözsi nevű szolgálójukat úrhölgynek nézte. És ugyanez a Bözsi még a macskát is magázta egy ideig. Végig mondták cselédeiket a hibáikkal, és Annának nem volt hibája. Miután befejezték, Anna leszedte az asztalt, és Vizyné piskótát kínált neki, de Anna nem fogadta el. Vizyné azt mondta, hogy nem szeret semmi finomat, ekkor a beteg Moviszter (akiről orvostársai lemondtak cukorbetegsége miatt) elkezdett ez ellen tiltakozni, mondván, ha mindennap piskótával kínálná, megenné, de ezen kijelentése nem tetszett a többieknek. Moviszter Miklós elkezdett az egyenlőségről is vitázni Tatárral, de amikor látta, hogy hasztalan, nem nagyon erősködött. Még utoljára felhozta az irgalmat és a krisztusi egyenlőséget, amit ő sem akart a Földön megvalósítani, de megpróbálta őket meggyőzni az egyenlőségről – hasztalanul. Tatár elkezdte ócsárolni a meggazdagodott cselédeket is, hogy milyen dölyfösek, hogy igazán csak ők bánnak rosszul a cselédeikkel. Moviszter szerint nem létezik sem emberiség, sem haza, csak konkrét személyek vannak. Végül elkezdték vádolni, hogy ő is vörös. Ezután a vörösöket átkozták. Ezután Vizy beszélt politikai elképzeléseiről. Szüntelen politikai becsvágyát jól tudta leplezni a „köz ügyének szolgálásával“, célja pedig „a korrupció megszüntetése“ – bár egyszer maga is száguldozott állami autóval egy színésznőcskével. Anna éppen a cipőjét boxolta.

### X. fejezet – Legenda
Vizyné fukar volt a házmester és Anna előtt is a dicsérettel. Szeptember 15-én letelt a hónapja, megkapta volna a fizetését, de Anna azt kérte, tegye inkább bankba, vagy vásároljon neki. Így a Roham utcában vett neki kendőt. Az ötödik vasárnapon maga küldte ki Annát, hogy menjen körülnézni a városban. Elment sétálni, de végül krumplicukrot vett a Bandikának, és elment meglátogatni régi gazdáját. A kis Bandika hamar elfelejtette egykori cselédjüket, akit talán még az édesanyjánál is jobban szeretett, így Anna szomorúan elbúcsúzott és hazament. Készítette az ételt, mindent elvállalt, csak a csirkék nyakát nem merte kitekerni, ezért mindig Etel segítségét kérte. Anna ekkoriban sokat beszélgetett Etellel és Stefivel, de Vizyné ezt sem akarta, így Anna velük sem találkozhatott. A konyhában nevelgetett egy csirkét is. Vizynének is kellemes volt Anna társasága. Vizy levelet küldött Patikárius Ferenc sógorának, aki az egri kis szőlőjük kezelője volt (öt hold). Minthogy Anna gyakran megfordult Viatorisznál, ezért a „jó cseléd“ híre elterjedt egész Budapesten. Vizynél is sokan érdeklődtek, hogy nincs-e Annának húga, mert kellene egy jó cseléd.

### XI. fejezet – Jancsi úrfi
Patikárius Ferenc 21 éves fia táviratozott, hogy felmegy Budapestre. János – a fiú – 14 éves koráig a Sankt Pölten-i katonai iskolába járt, majd bátyja halála után apja úgy döntött, hogy inkább polgári pályára adja, így az egri gimnáziumban tanult tovább. Társasági fiú lett belőle, nagy lókötő, a lányok csábítója. Most a fiút apja felküldte Pestre, hogy dolgozzon. Vizy elintézett neki egy banki állást. A fiú rokonaihoz a vártnál csak 3 nappal később érkezett meg. Vizyné úgy ítélte meg, hogy Jancsi nagyon megnőtt. Amint bement, tótágast állt, fütyörészett. Hamarosan hozták a két bőröndjét, melyben sok-sok elegáns és drága ruha, glicerin-szappan, körömápoló-táska volt. Senkit nem engedett ruháihoz hozzányúlni. A táska alján ott volt két könyv : Karinthy Frigyes Így írtok ti és Egy óra alatt angolul címűek. Hazajött Kornél is, akit Jancsi üdvözölt. Rögtön elújságolta unokaöccsének, hogy Jancsinak egy bankban talált munkát. Jancsi többször is angolul beszélt hozzájuk, nagy álma az volt, hogy Hollywoodba jusson. Az ebédnél Jancsi bemutatta a játékszereit, a fogyó kanalat (levesbe mártotta, majd elfogyott), a riasztórevolvert. Másnap kocsin mentek Vizyvel a bankba. Jancsi előbb a vezérigazgatóhoz ment, majd rögtön munkába állt. Jancsi szeretett itt időzni, különösen az előcsarnokban. A vezérigazgató szinte isten volt ebben a bankban. Elekes Józsi is ide járt dolgozni, aki két osztállyal fölötte járt Egerben. Ő vezette be Jancsit a pesti társaságba. Jancsi első dolga Pesten az volt, hogy nőideált válasszon magának, Tatár Ilonka és Elekes húga között habozott, végül Tatár Ilonkára esett a választás. Jancsi így mindig virágokat küldözgetett Ilonkának, Elekes meg Margitkának (Ilonka testvérének) udvarolt. Jancsi rendes időben kelt és jött haza ebédre. Angéla azonban sajnálta Ilonkát, mivel tudta, hogy Jancsi olyan gyorsan elfelejti, amilyen gyorsan elmegy. Anna pedig minden reggel bevitte a reggelijét és fél óráig keltegette. Külön takarította utána a fürdőszobát, Jancsi azonban egyáltalán nem figyelt fel rá, egyszer azonban Anna vasalt, és a vasalódeszka elállta a bejárati ajtót. Jancsi be akart jönni, így átugrotta az ajtót, és várta a hatást, de Anna csak közönyösen vasalt tovább. Patikárius Ferenc meghívta Vizyéket a szüretre, ahová Jancsi nem ment velük. Vizyné kioktatta Annát, hogy mit főzzön. Jancsi örült, hogy Vizyék elmennek, mert így kihasználhatta a lakást és a szabadságot.

### XII. fejezet – Vad éjszaka
Alighogy elindult Vizyékkel a vonat, Jancsi máris elindult hazafelé, mivel elhatározta, hogy „lekapja Annát mind a tíz körméről”. Az úton hazafelé azon gondolkodott, hogyan kápráztassa el a lányt. Amikor hazaért, nem tudott semmit sem mondani Annának, korábban ebédeltek. Ebéd közben sem jött ki semmi a száján. Magában is elkezdett töprengni, hogy nem elég szép Anna. A „hencseren” feküdt és tétlenségében már majdnem nyöszörgött. Anna megkérdezte, hogy talán beteg-e. De Jancsi azt mondta, hogy nem. Eldöntötte, hogy egész délután otthon lesz. Jancsi már saját magán is meglepődött, mert ilyen, hogy nem tudott volna megszólítani egy nőt, csak akkor esett meg vele, amikor Bécsből jött haza, és egy nő nagyon megtetszett neki a vonaton, aki Lajtabruckban kiszállt. Végül mégis elment otthonról, végignézett egy olasz szerelmes filmet és bolyongott Pesten. Amikor hazajött, Anna karajt akart készíteni, de Jancsi nem vacsorázott. 10-kor Moviszterné abbahagyta a zongorázást, és Ficsor becsukta a kaput. Végül nagy zajjal elindult Annához. Amikor benyitott, megkérdezte, hogy alszik-e, de Anna még nem aludt. Jancsi az ágy szélére ült és megkérdezte, hogy fél-e, de Anna nemet válaszolt, mert bizonytalan volt. Jancsi befeküdt Anna mellé, észrevette a csirkét, amit Anna elűzött. Ekkor Jancsi elkezdte fogdosni, Anna felkacagott (arra gondolt, hogyha ezt látnák az úrilányok). Jancsi azt hazudta, hogy őt nem érdeklik az úrihölgyek. Udvarolt Annának, Anna azonban tudta, hogy ez csak ámítás. Jancsi úgy gondolta, hogy már mindenkivel összefeküdt. Anna azonban ellenállt a csábításoknak. Azonban Jancsi szorosan megölelte. Így történt meg. Az éjjel még hívták Movisztert egy beteghez. Jancsi reggel boldog volt.

### XIII. fejezet – Szerelem
Jancsi a munkában is Annára gondolt, és meglógott. Annát a fürdőszobában találta és megcsókolta. A lány meglepődött; azt hitte, Jancsi másnapra gyorsan elfelejti őt. Kisurrant a konyhába, Jancsi követte. Csókolta Annát és kezeit. Anna mindenképpen furcsának találta, hogy az úrfi visszafelé járja a szerelem lépcsőfokait: miután megkapta őt, elkezd neki udvarolni. Egy idő után már megint magázódni kezdtek. Azután pedig Annát folytonosan öltöztette. Majd az ebédnél az asztalhoz ültette, beillatosította. Este hét óra felé elhívta Elekest, aki már három napja hiányolta, hogy nem volt se dolgozni, és nem is beszélt vele. Megtudta, hogy Jancsi nem beteg volt, hanem szerelmes. Ő azonban azt hazudta, hogy egy színésznőbe, akit Marianne-nak hívnak. Anna behozta az ételt. Beugratták egy barátjukat, majd amikor Elekes elment, egyedül pálinkázott Jancsi. Anna pedig kitisztította a szőnyeget és felsöpörte a cigarettahamut. Jancsi megint elkezdett viccelődni, bandzsított és elővette a revolvert, Anna megijedt, de Jancsi vigasztalta. Ezen az éjjelen már nem jött hozzá az úrfi.

### XIV. fejezet – Valami nagyon keserű
Vizyék az esti gyorssal érkeztek haza. Reggel még mindig esett az eső. Anna segített a bőröndök kicsomagolásában. Vizyné azonnal tudatta vele, hogy az egri cselédek négykor kelnek, a gazdaságban is segítenek, és alig kapnak bért.
Hamarosan eljött az ősz. Stefi és Etel nem kaszinóztak az ajtó előtt, Drumáék új cipőket vettek, Moviszterné kétfogatún ment a műkedvelőkörbe. Az ősz eljöttével Jancsi menekült Anna tekintete elől, látni sem akarta, ritkán tartózkodott otthon. Tanyáját Elekessel a Club des Parisiens-ben ütötte fel, ahol megjelent az új stílus, a jazz (Kosztolányi szerint ilyen zene hallgatása közben sem gondolkodni, sem érezni nem lehet). Rendszerint virradt, mire hazakeveredett. Anna nem bírt elaludni, míg Jancsi haza nem jött. Várta őt. Azt hitte, haragszik rá. Anna pedig kedvére akart tenni, naponta többször fésülködött és legszebb ruháját viselte. Vasárnap Vizyné templomba ment, és Vizy sem volt otthon. Az úrfi felkelt, és Anna bement a szobájába takarítani. Erőt vett magán és bocsánatát kérte, majd sírva fakadt. Anna csak egy szót bírt kinyögni: „szégyen“ (terhes volt). Jancsi nem akarta elhinni, majd vigasztalta. Jancsi Elekestől kért tanácsot, aki azt javasolta, hogy mártsa lábát forró vízbe, de ez nem „segített” Annán. Elekes egy nőgyógyászt ajánlott, de Jancsi nem merte elvinni ide „színésznőjét“, így egy drogistát ajánlott, aki adott is neki egy szert. Anna este bevette a négy darab egygrammos port. (Kinin?) Keserű volt, miután lefeküdt, marta a szájpadlását, égette a torkát. Majd három óra alvás után hallucinálni kezdett – apját látta. Vizyné látta rajta, hogy beteg. Moviszterért szaladt, aki nem volt otthon. Míg az orvos megjött, rumos teával kínálta. Vizyék azt hitték, hogy csak meghűtötte magát. Anna lassan rendbejött, de képzelgései egy darabig megmaradtak. Vizyné azt kérdezte, nem azért betegedett-e le, mert torkos volt és elrontotta a gyomrát. Jancsi megkérdezte tőle, rendben van-e már, Anna azt mondta, hogy igen, csak nagyon keserű volt. Ezután nem sokkal Jancsi elköltözött a Márvány utcába, mivel kicsapongásait Vizyék már nem hagyták szó nélkül. Anna vitte utána a dolgait. Jancsi kezébe nyomott egy százkoronást, és összeégett gesztenyét adott neki, amiből Anna látta, hogy nem is haragszik rá az úrfi.

#### A magzatelhajtásról
Kosztolányi a 17. zsoltárt idézi: Dolores inferni circumdederunt me (körülvettek engem a pokol fájdalmai).
Anna nemcsak fizikai valójában éli át a poklot. Érett nőként átéli, hogy szerelme semmibe vette őt, hogy anyaként elveszti a gyermekéhez való jogát. A gyermekszülés szentsége és öröme helyett a fizikai betegség és rosszullét minden szégyenét és poklát kell átélnie.
Kosztolányi nem írja le, hogy miért ölt Anna. De a pokol fájdalmait átélő Anna szemszögéből láthatóvá válik.

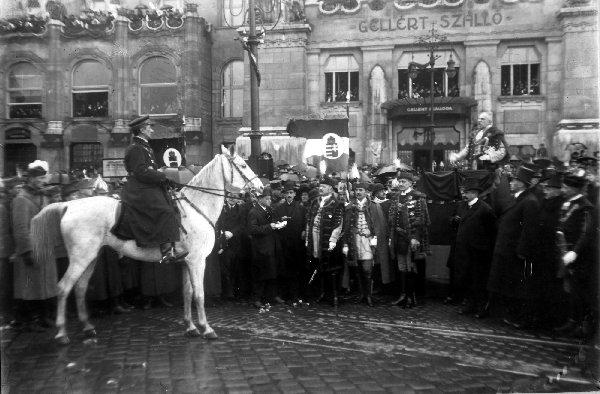
Horthyt köszöntik Budapest vezetői a Nemzeti Hadsereg 1919. november 16-i bevonulása után a Gellért Szálló előtt

### XV. fejezet – Tél
1919. november 14-én a nemzeti hadsereg elkezdte a bevonulást Pestre. 18-án megérkezett a Fővezér (vitéz nagybányai Horthy Miklós) a Fehérvári úton. Vizy és Vizyné sem voltak otthon. Anna elkezdett énekelni, hazaérkezve meghallotta Vizyné, aki ezt különösnek tartotta, mert Anna még soha nem énekelt. Anna véletlenül belevágott ujjába. A vérzés nem állt el, így felküldték a doktorhoz, aki bekötötte. A tél nagyon kemény volt. Annának hullott a haja, és minthogy ő takarította az udvart is, sebe mindig felszakadt. Először érzett fáradtságot. Éjszaka járkált és nem tudta, mit keres. Jancsi már soha nem is ebédelt náluk, bár meghívták többször is. Anna bánata is megmaradt, érezte, hiányzik belőle valami. Stefi megint elhívta magához, és megmutatta az új ruháját, melyben körmagyart táncolt volna a Várban. Legújabb udvarlója koronaőrként ott szolgált (ő intézte el, hogy a magasabb körökben felléphessen), és moziba is elhívta, Anna el is ment. Először volt moziban, amit vegyes érzelmekkel fogadott. Annának nem volt több lehetősége elmenni, mert a fűtéssel volt elfoglalva. Ezért Vizyné elhívatta vele Báthory urat (a kéményseprőt, aki mellesleg nemesi származású volt). Báthory Árpád azonnal eljött, majd megjavította a kéményt. Anna féltette, amikor felment a tetőre. Szerdán nagy zivatar volt. Báthory úr megint eljött és sokáig nézte Annát munka közben, kicsit beszélgettek is. A lány megtudta, hogy két éve sorvadásban meghalt az ember felesége, azóta a 35 éves kéményseprő maga neveli lányát. Báthory úr óvatosan udvarolt neki. Még egyszer találkozott vele az utcán. Ficsornéval megüzente, hogy szívesen feleségül venné. Anna gondolkodási időt kért. Báthory kérésére ellátogatott egyszer hozzájuk, aki megmutatta neki szerény lakását, ahol a lány paprikáskrumplit főzött, amit hármasban megettek. Anna még mindig nem mondott igent, de azt ígérte, hogy majd az ünnepek után választ ad. Akkor viszont meglátogatta bátyja, akit már öt éve nem látott. Megkérdezte, hogy van, és visszahajtott. Drumáéknál volt először az angyal, a kisbabához vitte az ajándékot. Stefi arany karórát, Etel egy vég vásznat kapott. Anna pedig pulóvert (lélekmelegítő), hogy ne fázzon annyira a hósöprés közben. Ezt a pulóvert Katica is megkapta már, de önérzetesen visszaadta Vizynének, amikor elment.

### XVI. fejezet – Anyag, szellem, lélek
Vizyék három királyok napján Tatáréknál voltak egy politikai ozsonnán, amikor hazajöttek, egy idegen férfit láttak a konyhában. Vizyné nagyon bizalmatlanul tekintett rá, majd a férfi köszönt és bemutatkozott. Báthory úr volt – ezúttal civilben. Vizyék meg sem ismerték. Vizyné megtett mindent, hogy a kéményseprő ne járjon hozzájuk és ne is udvaroljon Annának. Báthory meggyőzte Ficsornét, aki Etelt és Stefit is. Az urak azonban a házasságot nem támogatták vagy semlegesek voltak. A sok tanács, amit innen-onnan kapott, nagyon összezavarta Annát. A lány végül közölte Vizynével, hogy férjhez megy és keressen más cselédet. Vizyné nem próbálta győzködni őt, de már tervezte, hogy hogyan fogja megakadályozni ezt a házasságot; „megbetegedett” (megint kitört rajta a szokásos fejfájás és gyomorbaj), a férje teljesen közönyös volt és így Anna ápolta. Az orvos későn jött. Vizy az orvos előtt azt mutatta, hogy nagyon aggódik feleségéért (lánykori becenevén „Angyal“-nak nevezte). Az orvos vizsgálgatta, de nem talált semmit. Vizy végül elmondta, hogy az a baja, hogy folyton idegeskedik, most épp mert felmondott a cselédje. Moviszter nyugtatta, hogy engedje csak el, majd lesz egy másik, aki nem olyan jó, de megteszi. Vizynét azonban nem lehetett meggyőzni, így Moviszter nem folytatta és elment. Akkor Vizy is leteremtette a feleségét és azt mondta, ne legyen ilyen kisstílű. Vizyt telefonon hívták, majd elment. Anna hiába szólt Vizynéhez, az a felmondás óta annyira haragudott rá, hogy nem beszélt vele. Szegény lány azt hitte, hogy miatta beteg. Vizyné Báthoryt a földig rágalmazta. Anna végül úgy döntött, hogy marad. Maga adta ki a kéményseprő útját, aki rögtön feleségül vett egy erzsébeti özvegyet, kis házzal. Stefi tánca is elmaradt, mert levelet kapott, hogy nem tartanak igényt rá. Anna belesimult az otthoni légkörbe. Gesztusaiban, hangjában teljesen hasonlóvá vált asszonyához.

### XVII. fejezet – Farsang
Elekes gyászjelentést kapott, melyben az állt, hogy Patikárius János (= Jancsi úrfi) meghalt. Elekes megijedt, de János aznap jött a bécsi gyorssal – a gyászirat újabb vicc volt. Eladta a Márvány utcai lakását. Estefelé egy hölgyvendég érkezett Vizyékhez. Anna bekísérte, majd Vizynéhez kezdett el beszélni. Kiderült, hogy az állítólagos hölgy Jancsi volt, álarcosbálba megy. Azt mondta, hogy Bécsben szénnel kereskedik. A Rothenturm Strasse 1. alatt lakik. Autóval ment a Club des Parisiens-be, ahol torának kellett volna lennie. A sarokból szemlélte, hogy érkeznek meg barátai. Egy férfi felkérte táncolni, majd ő kérte fel Elekest, aki nem ismerte fel, ezután még másokkal is táncolt. Éjfélkor lehullottak az álarcok. A többiek észrevették és megtapsolták. Elmondta, hogy egy Daisy nevű lengyel színésznővel él együtt egy ötszobás lakásban. Hamarosan a társaság szétoszlott, és Jancsi magányosnak érezte magát. Új emberek voltak a szórakozóhelyen, akiket már nem ismert. Ekkor, hogy ne legyen olyan magányos, elmondta Elekesnek, hogy megvolt neki egy cseléd is, Elekes megdöbbent, de nem érdekelte őt sokáig a téma, elment. A főpincér összeszámolta a költségeket, rengeteg pénzt költött, bár többször össze is veszett a pincérrel. Miután a szállodát is kifizette, alig maradt pénze. A Józsefvárosban sétálgatott, meglátott egy paraszti származású örömlányt (Piskeli Józsefnét, aki férjezett volt), aki elhívta. Jancsi elment vele. Verset is írt az emlékkönyvébe. Épphogy elérte a vonatát.

### XVIII. fejezet – A rémület
Vizy Kornél államtitkársága egyre biztosabb volt. Tatár Gábor is sürgette kinevezését. Közben tavasz lett. Nagyszombat napján gratulált Tatár az újdonsült államtitkárnénak. Másnap az újságok közölték a kinevezést. Bár nem lett államtitkár, csak -helyettes, de becsvágya kielégült. A lakást kicsinosították. Úgy döntöttek, estélyt adnak, ugyanis a háború óta nem adtak egyetlen nagyobb estélyt sem. Legalább 25-30 vendégre számítottak. Az estélyre május végén került sor. Etel készítette a száraz ételeket, Stefi a tortákat. Moviszterék és Drumáék kölcsönadták az étkészleteiket. A ház ragyogott. Ficsor ünnepi ruhájában kinyitotta a kaput. Megjöttek Tatárék, Jancsi és 9-kor a miniszter a feleségével. Őket maga Vizy fogadta, a többieket Druma. Jancsi a doktornénak udvarolt, majd a miniszter, majd Tatár, Druma, végül Vizy szónokolt. Etel bevitte a májusi bort, majd a cselédek is ettek. Bent nem is lehetett szó másról, mint a cselédekről. Anna nem evett, Etel és Stefi is kibeszélték uraik rossz szokásait. Bent már zongoráztak is. Moviszter a vacsora után megszökött. A mulatság sokáig tartott. A miniszter kitűnően mulatott. Vizyné kicsit magányosnak érezte magát, így leült egy bécsi asszonyhoz, aki egy nagyvállalkozó felesége volt, és nem tudott magyarul. Elmesélte neki lánya halálát. Majd hamarosan elmentek a vendégek. Vizyné elküldte Stefit és Etelt is. Annát is elküldte aludni. Alig öt perc múlva Anna ismét az ebédlőben volt, leszedte az asztalt. Véletlenül feldöntötte Moviszterék kölcsönkapott székét, de a zajra nem ébredt fel senki. Megevett egy csirkecombot és sok-sok süteményt, majd össze-vissza futkározott a lakásban, végül Vizyné ágya szélére ült, aki felébredt.
A méltóságos asszony újra elküldte volna aludni, de Anna csak fogta a kezét. El akarta magától taszítani a lányt, de nem bírta, Anna ekkor beledöfte a kést és elosont volna. Vizy is felriadt, kiabált, visszahúzta, majd birkózott a munkától megerősödött lánnyal, de Anna ijedtében több erős döféssel őt is megsebesítette. Majd megmosta a kezét, s lefeküdt a hencserre aludni. Reggel hatkor csöngetett a szemetes. Már fényes nappal volt. Anna el akart szökni, de félt. Kinyitotta az ablakokat. 11-kor Viatorisz fűszeres kisinasa megjött, de Ficsor átvette a fűszereket, mondván, ne csöngessen annyit, mert még alszanak. Kettőkor már furcsa volt a csönd. Végül rendőrt hívtak, aki egy lakatossal feltörette a zárat. A rendőr ügyet sem vetett Annára, bement egyenesen a hálószobába. Annától csak annyit kérdezett: „Miért tetted? Ezért fel fognak akasztani.“ Anna nem tudott válaszolni. Felhívta a rendőrőrsöt. Bejelentette a kettős gyilkosságot. A tanácsos úr, a vizsgálóbíró, a rendőrorvos és detektívek két dudáló autóval jöttek ki. Meglepő volt, hogy Anna nem is menekült. Vizynének egyetlen sebe volt, Vizyt kilencszer szúrta meg, és ő még akkor sokáig küzdött életéért. Átkutatták a szobákat, de nem találtak sem rablógyilkosságra, sem előre eltervezett gyilkosságra utaló nyomokat. Bár az a tény, hogy az ágya sem volt megvetve, az utóbbit valószínűsítette. Anna beismerte, de ő sem értette, miért tette. Rajta két vérfolt volt. Az orvos azt mondta, hogy (női) baja van. Megbilincselték és bekísérték. A folyosón suttogták, hogy gyilkos. Azonban Annát ez már nem érdekelte. Bevitték Ficsort és Ficsornét is bűnrészesség gyanújával. A házban Etel lett a házmester, Druma lett az ideiglenes háziúr. Sürgönyileg értesítették Patikáriusékat Egerben és Jancsit Bécsben, de Vizy testvérét nem. Moviszterék átmentek Drumáékhoz, és nem értették az eseményeket, de az asszony szívesen vádolta meg mindennel most már Annát. Katica is visszajött. Őrá most már mindenki mint szorgalmas, erkölcsös cselédre emlékezett. Katica elmesélte, hogy rossz jelet látott álmában, a nagyságos asszony menyasszony volt, és lakodalom volt. El is akart jönni, hogy szóljon. Katica teljesen kisírta a szemeit, amiből Druma arra következtetett, hogy micsoda jó emberek voltak Vizyék.

### XIX. fejezet – Miért…?
A szenzáció pár napig tartott. A temetésen sokan részt vettek. Vizyéket Piroska lányuk mellé temették el. A temetésről Jancsi hiányzott, de ott voltak Patikáriusék és Vizy Etelka, Kornél húga, aki siratta bátyját. Anna beismerő vallomást tett. Keresték a gyilkosság politikai mozzanatait, de nem találták. Ficsorék bemocskolták Annát, csak hogy saját bőrüket mentsék. Pár nap után szabadlábra helyezték őket. A lány a vizsgálat alatt mindent bevallott, és nem tudtak bűntársakra bukkanni. Druma állítólag látta Annát, amint a konyhaszekrénynél babrál. Etel elmesélte, hogy egyszer Annával kirándult, aki elaludt a fűben, és amikor felkelt, őrült módon elkezdett szaladni. Stefi azt vallotta, hogy gyakran szokott Jancsi úrfi Márvány utcai lakásán várakozni. Jancsit a vizsgálat alatt nem tudták elérni. Állítólag Varsóban volt. Édes István, Anna apja és mostohája is csak rosszat mondtak róla, de mostoháját többször hazugságon kapták, ezért hazaküldték és törölték vallomását. Anna elméje tiszta volt. Védőt rendeltek ki mellé. Novemberben megtartották a tárgyalást. 11 tanút idéztek meg. A tárgyalás kezdetét 9 órára tették. Anna ismét mindent bevallott az 1920. május 28-ai ünnepség után történtekről. A bíróság sem tudta az okot megállapítani. Kiderült, hogy Vizyt nem akarta eredetileg bántani, csak megijedt tőle. Druma vallomásában elítélte Annát és Ficsorékat is. Ficsorék ezért befeketítették Annát. Movisztert szólították, aki érzéseire hivatkozva úgy gondolta, hogy szívtelenül bántak vele. Movisztert a vallomásáért az emberek elítélték, amit ő nem bánt, mert nem tartozott közéjük: nem volt sem burzsoá, sem kommunista. A kirendelt védőügyvéd beszédjében lélektani okokat vázolt fel Pierre Janet kutatásaira hivatkozva. Annát végül csak 15 évi fegyházbüntetésre ítélték, amit a kezdő védő saját érdemének tekintett. A fellebbezés eredménytelen volt, mert a Kúria is jóváhagyta az ítéletet. Annát Márianosztrára, a női fegyházba vitték.

### XX. fejezet – Párbeszéd egy zöldkerítéses ház előtt
Ősz van, ismét zuhan a korona, már ötödét sem éri, Csonkamagyarországot felvették a Népszövetségbe, 1922-t írunk. Tatárék sétálgatnak, lányuk férjhez ment. Jancsi parkett-táncos Lengyelországban. Moviszterné még mindig zongorázik. Moviszter nagy betegségével mindenkit túlél. Patikárius Ferenc Druma Szilárd gondjaira bízta a házat, aki meggazdagodott. Három gyerekére német kisasszony ügyel. Druma egy nap két segédjével jön le a Várból és egy zöldkerítéses udvarba pillantanak be, ahol az a hírlapíró Kosztolányi lakik, aki nagy kommunista volt, és most nagy keresztény, állítólag Pogány népbiztossal dolgozott. Egy bécsi lap azt írta róla, hogy fehérterrorista.
|  | Itt a vége a cselekmény részletezésének! |

## Miért gyilkolt Édes Anna?
Édes Anna egy fiktív történet szereplője, a gyilkos tehát maga az író, Kosztolányi Dezső. A szöveg ugyanis önmagát írja, magának az írónak is „diktál”. A kiinduló pont, a szövegszervező góc így alighanem más: egy ötlet például, amely nucleusként magába foglal egy lehetséges világot. Minden jel szerint paradoxon volt a tökéletes cselédről. A lényeg az, hogy az Édes Annát e paradoxon fölvetése nélkül megírni nem lehetett volna. Benne van az úr-cseléd viszony, mely szociális feszültségforrást képez, megteremti a regény dinamikáját és egy nagyon lényeges szociológiai dimenziót jelenít meg. Megmutatja az emberi együttélés egyik alapvetően antitetikus, alapesetét is, a maga természetes szociális környezetében. Aki a középosztály regényeként akarja olvasni, megteheti; aki az alávetettek szociográfiáját keresi benne, ugyancsak megtalálja. Aki a kriminalitás izgalmát és feszültségét várja, az szintén megkapja, amit várt. A paradoxon megformálásával automatikusan kijelölődik a mű tárgya. A mű elsődleges tárgya tehát, a regény szerveződését is determinálva, az: miért gyilkolt Édes Anna? A gyilkosság valamiképpen lelki történésként bontakozik ki. Németh László szerint „gyilkossá vált a tudattalantól”. Dóczy Jenő azt írja, hogy „ez a lelki törés nincs megalapozva”, Heller Ágnes egyaránt művészileg igazolatlannak, megalapozatlannak vélte Édes Anna „végzetes” tettét. Bori Imre pedig másodlagosnak, lényegtelennek minősíti, ezzel tovább fokozva Heller és Dóczy kijelentéseit. Ezt a gyilkosságba torkolló lelki történést a regény szervező elveként működteti. Lelki determinációt ír le, megmutatja, elbeszéli az okokat, a maguk teljes kontextusukban. Mintegy meta elméletként erről nemigen esik szó. Hagyományos lélektani elutasítása történik meg. Anna nem e lelki logika szerint tette, amit tett. „Ő sem értette, hogy miért tette”. A freudi pszichoanalitikus elmélet alighanem legfontosabb (erre épül). Kosztolányi mintája e vonatkozásban alighanem Ferenczi Sándor volt (kortárs pszichoanalitikus). Egyrészt kirajzolódik hibátlanul működő felettes énje: a tökéletes alkalmazkodás, a „jó” cseléd szerepének teljes és fenntartások nélküli vállalása (dolgos, szorgalmas… stb.). Egy szociális szerep ideáltípus megtestesítője. De ösztön-énje számára Vizyné elfogadhatatlan. Kimondódik a lényeges mondat: „Anna nem tudta, honnan származik ez az orvosságszag, csak azt tudta, hogy nem bírja ki, csak azt tudta, hogy már az első pillanatban ki akar szaladni, és ha egészséges ösztöneire hallgat, akkor köszönés és istenhozzád nélkül elrohan, menekül le a lépcsőkön, az utcára, s fut, meg sem áll hazáig, a kajári tarlóföldekig”. A gyilkosság okát ebben az ösztönös, benső tiltakozásban fedezzük föl. A regényben Vizyné megbetegszik, amikor megtudja, hogy Anna férjhez szeretne menni, így ő jó cselédként nem hagyhatta magára megbetegedett asszonyát. A gyilkosság ezt a helyzetet robbantja szét. A gyilkosságra az estély után kerül sor. A gyilkossá váló cselédlány, Édes Anna tettének determinizmusa tökéletesen le van írva, íróilag meg van alapozva. Ha Anna nem lett volna jó cseléd, nem gyilkolt volna, s azért lehetett jó cseléd, mert képes volt gyilkolni is. A gyilkosság kitörés egy lehetetlen helyzetből. Önmagára találás és megsemmisülés-ez Anna tragikus paradoxona.

## Megoldás-irgalom?
A regény végső tanulsága, hogy az emberi bajokra nem található intézményes megoldás, a politika képtelen a kiszolgáltatottságra, a megaláztatásra, a lelki gondokra gyógyírt találni. Egy megoldás lehetséges csupán: az irgalom.

## Cenzúrázott változatok
Mivel a regény elején Kun Bélát szerepelteti a szerző, a regény 1945 és 1963 között nem jelenhetett meg, mikor azonban elkezdték újra kiadni, a műből kihúzták a bevonuló Horthy-hadseregről szóló fennkölt mondatokat. („Csöndes, megindító viszontlátás volt. A bujdosók, mint annyiszor a magyar történelemben, hazaérkeztek.”).

## Érdekességek
- Édes Anna a neve az Univer cégcsoport által forgalmazott paprika készítménynek.
- Cserna-Szabó András Az abbé a fejével játszik című regényében megírta Anna szabadulásának történetét.

## Feldolgozások
- Édes Anna (nagyjátékfilm, 1958), rendező Fábri Zoltán
- Édes Anna (rádiójáték, 1965), rendező: Varga Géza, szereplők: Horváth Teri (Édes Anna), Lukács Margit (Vizyné), Ungváry László (Vizy)
- Édes Anna (tévéfilm, 1990), rendező: Esztergályos Károly, szereplők: Nagy-Kálózy Eszter (Édes Anna), Esztergályos Cecília (Vizyné), Tordy Géza (Vizy)
- Édes Anna (színházi közvetítés, 2013), rendező: Hargitai Iván, szereplők:  Törőcsik Franciska (Édes Anna), Kerekes Éva (Vizyné), Csankó Zoltán (Vizy)